# Kuddby kyrka
Kuddby kyrka är en kyrkobyggnad i Kuddby i Kuddby socken i Östergötland. Den ligger på Vikbolandet cirka 12 kilometer nordost om Söderköping och tillhör Västra Vikbolandets församling i Linköpings stift.

## Medeltidskyrkan
Äldsta kända kyrkan var en stenkyrka som uppfördes någon gång på medeltiden. Dess byggnadshistoria är inte känd i detalj. Innan kyrkan revs 1827 gjordes dock en uppmätning. Gamla kyrkan bestod av ett långsträckt långhus med en rymlig korsarm i söder. I väster fanns ett kyrktorn. I norr fanns två utbyggnader där den östligaste nyttjades som sakristia. Kyrkorummets innertak var täckt med fyra kryssvalv.

## Kyrkans historik
Nya kyrkan i empirstil uppfördes av byggmästare Johan Holmberg efter ritningar av arkitekten Samuel Enander och invigdes 1828. Kyrkan ligger på samma plats där den tidigare medeltidskyrkan låg. Material från medeltidskyrkan återanvändes vid bygget av nuvarande kyrka. Eventuellt ingår delar av det gamla kyrktornet i nuvarande torn.
Kyrkan är byggd av sten och tegel. Dess orientering är i sydost-nordvästlig riktning eftersom kyrkan ligger på ett höjdkrön. Långhuset är rektangulärt med rakt avslutat kor i sydost av samma bredd som långhuset. I nordväst finns kyrktornet som kröns av en fyrsidig lanternin av trä. Kyrkan har ett sadeltak belagt med svart falsad plåt.
Vid en renovering 1870 fick kyrkan sina gjutjärnsfönster och inredningen målades ljus.
År 1901 genomgick kyrkan en omfattande restaurering under ledning av stockholmsarkitekten Agi Lindegren. Kyrkorummet fick då en nybarock prägel.

## Orgel
Kyrkans nuvarande piporgel byggdes 1882 av de berömda orgelbyggarna Sven & Erik Nordström, Eksjö. Sven Nordström var då 81 år och hade hunnit med att bygga närmare 40 orglar, sedan han vid början av 1830-talet lämnat den militära banan för orgelbyggeriyrket. I sina senare verk samarbetade han med den 17 år yngre brodern Erik och så är troligen fallet även här. Kuddbyorgeln har 17 stämmor fördelade på manual, öververk och självständig pedal.
Instrumentet är en typisk nordströmsorgel: kvalitén i arbete och material är utomordentligt hög, konstruktionen klar och genomtänkt och klangen mäktig och av klassicistisk prägel. Men orgeln har också drag som pekar mot en försiktig orientering mot den samtida romantiska orgeltypen; i öververket finns en överblåsande Flûte octaviante och orgeln har fristående spelbord.
I början av 1950-talet var orgeln hotad av en ombyggnad, sedan den utdömts av en orgelexpert. Den räddades bland annat genom ingripande av domkyrkoorganist Gotthard Arnér, Stockholm, varefter orgeln restaurerades av Bröderna Moberg, Sandviken.
Kronologi:
- 1636 köptes ett orgelverk med 5 stämmor. Den hade stämmorna principal, gedackt, quint, regal och "tav de tremulant".

| Manual           |
| Principal        |
| Gedackt          |
| Kvint            |
| Regal            |
| Tav de tremulant |

- 1762-1773 finns i gamla kyrkan ett 6-stämmigt orgelverk.
- 1762: Jonas Gren och Petter Stråhle, Stockholm, byggde ett 9-stämmigt orgelverk. Orgeln kostade 4000 daler och hade en skäftbälg.[1]

| Manual                          |
| Gedackt 8'                      |
| Principal 4'                    |
| Spetsfleut 4' (Halverad stämma) |
| Oktava 2'                       |
| Kvinta 3'                       |
| Blockflöjt 2'                   |
| Scharf III                      |
| Trumpet 8' (Halverad stämma)    |
| Trumpet 4' B                    |
| Vox Virginea                    |

- 1828: Orgelverket flyttas till den nya kyrkan.
- 1882: Bröderna Sven & Erik Nordström, Eksjö, bygger en ny 18-stämmig orgel med 2 manualer och pedal. Fristående spelbord. Vita undertangenter. Enbart stumma pipor i fasaden.
- 1954: Bröderna Moberg, Sandviken konserverar orgeln, varvid öververkets crescendoskåp monteras bort.

Ursprunglig och nuvarande disposition:
| Manual C-f³             | Öververk C-f³      | Pedal C-c¹   | Koppel           |
| Principal 16'           | Borduna 8'         | Subbas 16'   | Öververk/manual  |
| Principal 8'            | Violin 8'          | Principal 8' | Oktavkoppel man. |
| Borduna 8'              | Principal 4'       | Octava 4'    | Manual/pedal     |
| Gamba 8'                | Fleut Octaviand 4' | Basun 16'    |                  |
| Octava 4'               | Fagott 8', B       |              | Calcant          |
| Qvinta 3', (eg. 2 2/3') | Oboé 8', D         |              |                  |
| Octava 2'               |                    |              |                  |
| Trumpet 8', B/D         |                    |              |                  |

### Diskografi
- Gamla svenska orglar / Engsö, Rune ; Fagius, Hans ; Jacobson, Lena, orgel. 3CD. BIS-123. 1996.

## Övriga inventarier
- Gamla dopfunten av sten förvaras numera i Historiska museet. Nuvarande dopfunt av mässing tillverkades år 1700 av E Duraee. Funten är prydd med blomster- och fruktornament.
- På altaret står ett krucifix av mässing från Gusums bruk och kom till kyrkan 1901.
- Vid kyrksalens norra sida hänger predikstolen som har korg och ljudtak med rund form och uppgång från koret. Predikstolen kan vara samtida med kyrkan, men dess tillkomsttid är osäker. Vid 1901 års renovering försågs predikstolen med ett imitationsmålat intarsiaarbete.
- Mitt i långhuset hänger tre ljuskronor. I koret hänger två mindre.
- I tornet hänger två klockor. Storklockan är från 1511 och har omgjutits två gånger, senast 1742. Lillklockan göts 1669 av Petter Dand i Stockholm.

## Omgivning
- Vid kyrkogårdens västra grind är en runsten placerad.
- I nordväst, invid kyrktornet, ligger ett gravkapell som uppfördes 1952 av byggmästaren Gunnar Andersson efter ritningar av Kurt von Schmalensee.
- Öster om höjden där kyrkan är byggd ligger ett sockenmagasin som uppfördes 1826. Under slutet av 1800-talet var det ålderdomshem och senare även sjöjdlokal för skolan. Numera är byggnaden hembygdsmuseum.
- Två kilometer öster om kyrkan ligger prästgården som är en reveterad timmerbyggnad från 1804.

### Webbkällor
- byggnadspresentation
- anläggningspresentation
- Kulturhistorisk inventering av kyrkobyggnader och kyrkomiljöer i Linköpings stift 2006, Östergötlands länsmuseum[död länk]
- Kyrkobeskrivning med bilder
- Antiqvarisk tidskrift för Sverige, andra delen (1867-1869), sid 97f, handlar om Kuddby kyrka.

### Fotnoter
1. ↑  Abrahamsson Hülpers, Abraham (1773) (på Svenska). Historisk Afhandling om Musik och Instrumenter särdeles om Orgwerks Inrättningen i Allmänhet jemte Kort Beskrifning öfwer Orgwerken i Swerige. Västerås: Johan Laurentius Horrn. sid. 262-263. Libris 2413220

- Wikimedia Commons har media som rör Kuddby kyrka.